# Maja squinado
Maja squinado är en kräftdjursart som först beskrevs av Herbst 1788.  Maja squinado ingår i släktet Maja och familjen maskeringskrabbor. Inga underarter finns listade i Catalogue of Life.

## Bildgalleri

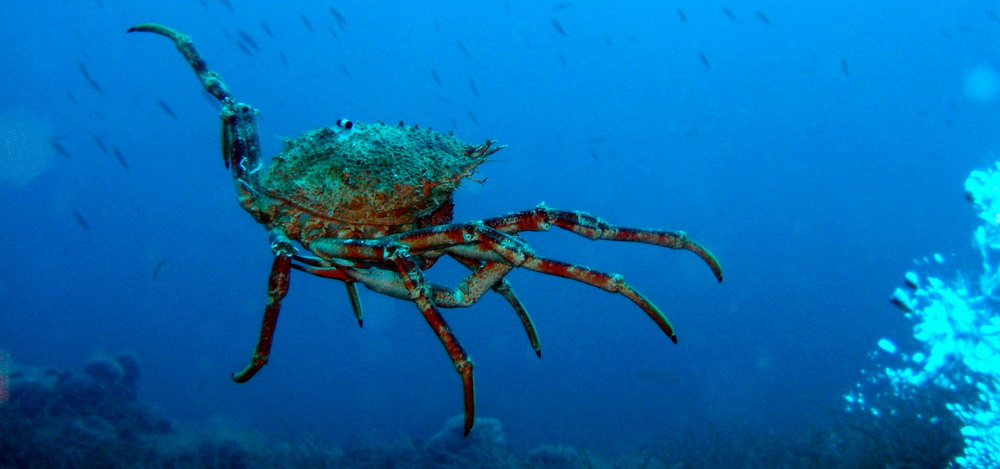
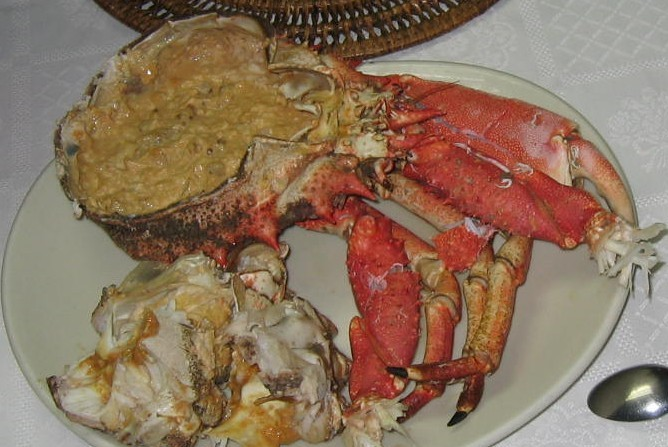
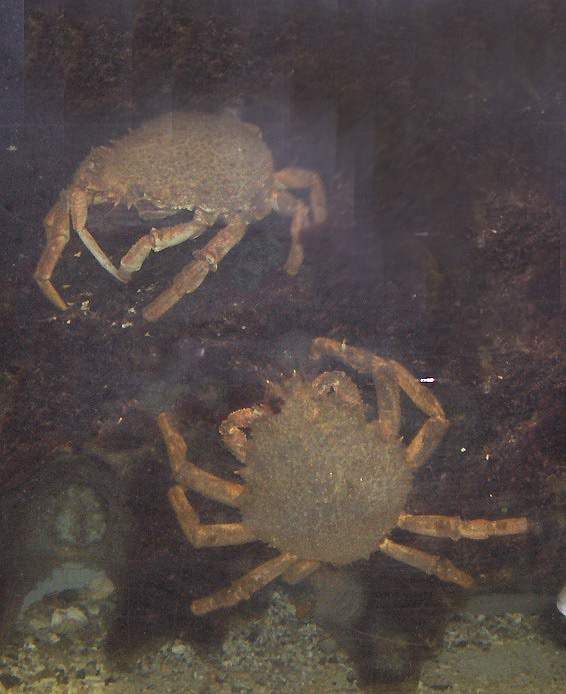
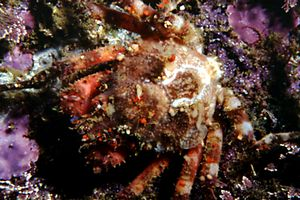
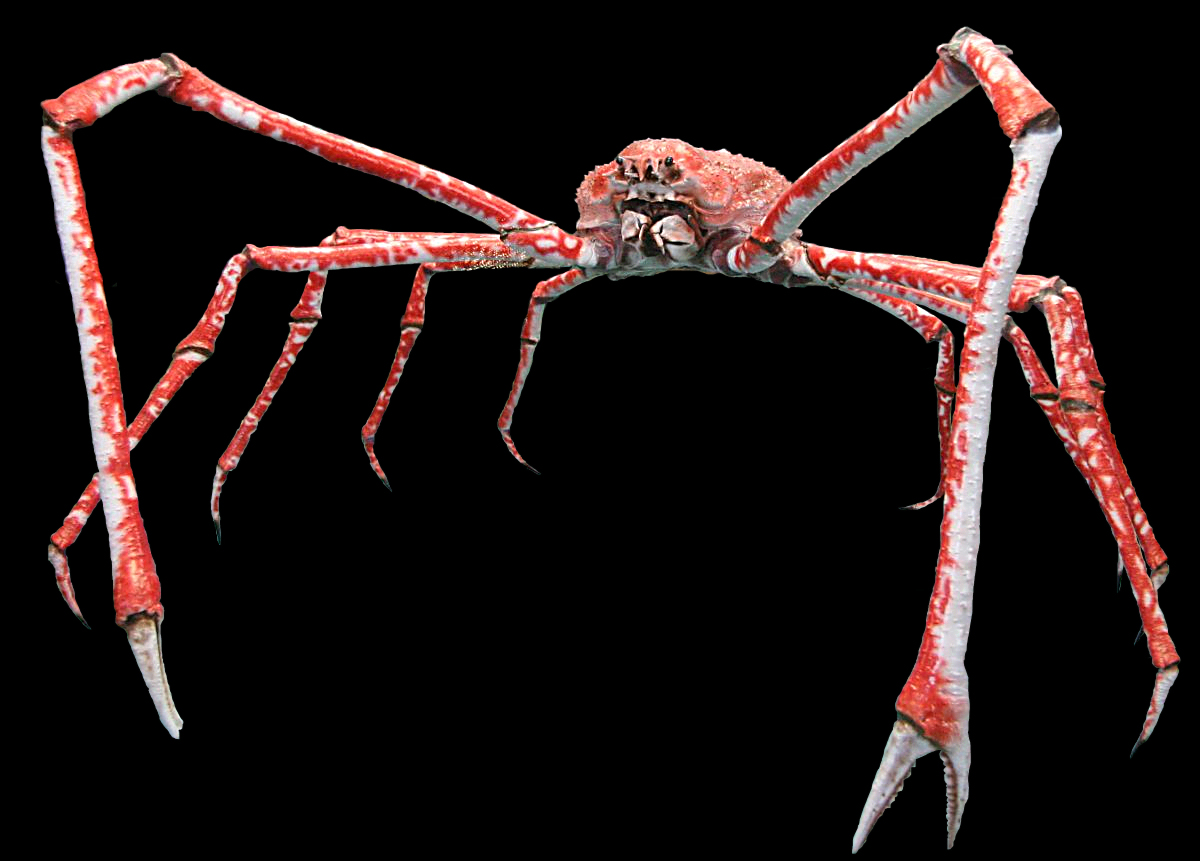
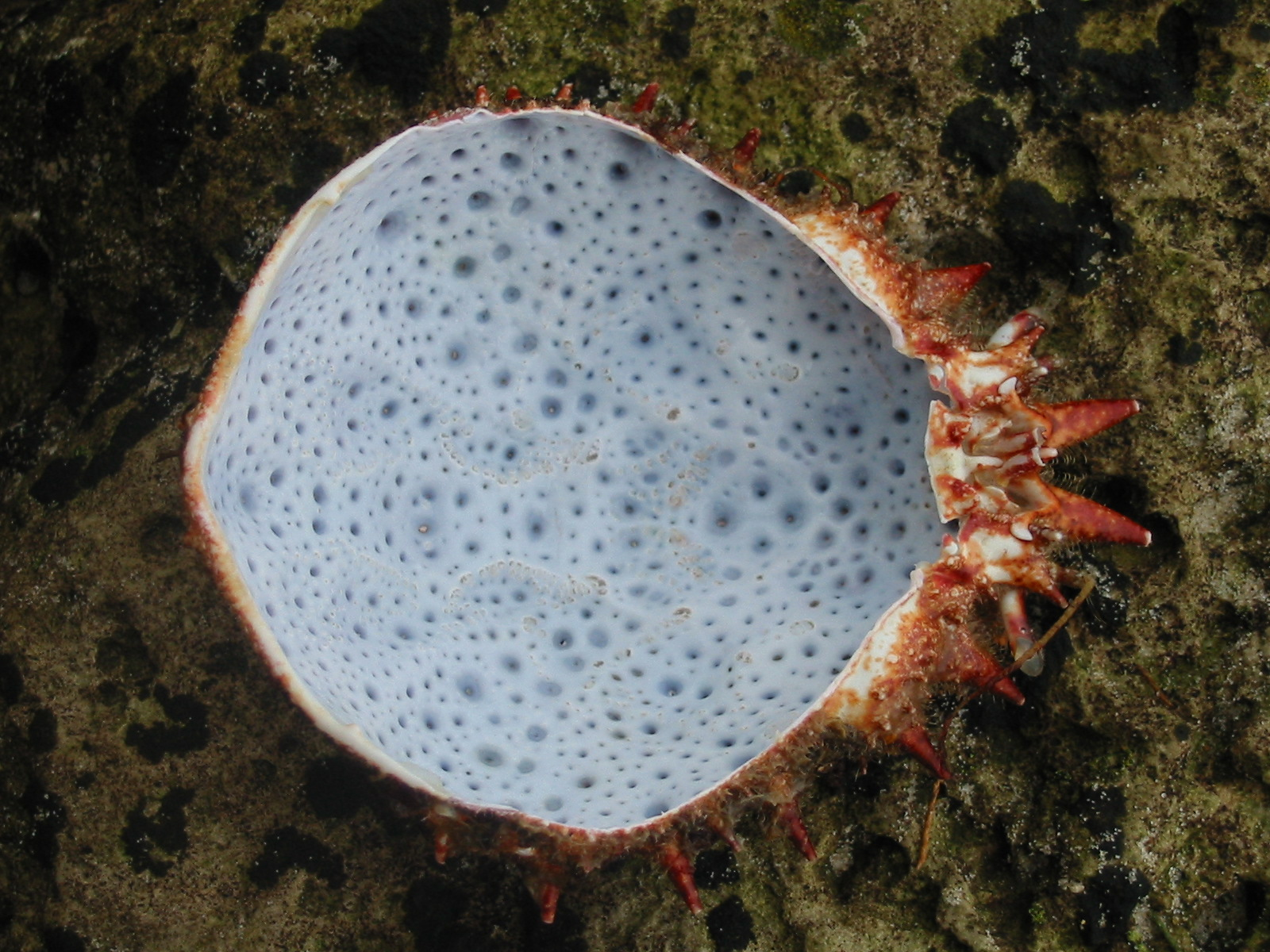